# Krickralle
Die Krickralle (Lewinia pectoralis) ist eine Art der Rallen, die zu den Arten der Gattung Lewinia  zählt. Sie ist eine mittelgroße, kurzschwänzige Rallenart, die von Flores bis nach Tasmanien vorkommt.
Die Bestandssituation der Krickralle wird mit ungefährdet (least concern) angegeben. Es gibt sieben rezente Unterarten, die in Neuguinea, Ostaustralien, Südostaustralien und Tasmanien verbreitet sind. Die Unterart Lewinia pectoralis clelandi aus Südwestaustralien wurde seit 1931 nicht mehr nachgewiesen und gilt als wahrscheinlich ausgestorben.

## Erscheinungsbild
Die Krickralle erreicht eine Körperlänge von 20 bis 27 Zentimeter, wovon 3,9 bis 5,2 Zentimeter auf den Schwanz entfallen. Der Flügel misst 9,6 bis 11 Zentimeter. Die Schnabellänge beträgt 2,9 bis 3,9 Zentimeter. Sie wiegen zwischen 63 und 112 Gramm. Es besteht kein auffälliger Geschlechtsdimorphismus.  Das Gefieder der Weibchen ist lediglich etwas bräunlicher.

### Adulte Vögel
Scheitel und Nacken sind rotbraun mit auffälligen schwärzlichen Längsstreifen. Die Stirn, der breite Überaugenstreif, der hintere Hals und die Halsseiten sind rotbraun mit einer feinen schwärzlichen Strichelung. Die Kopfseiten, der vordere Hals und die Kehle sind grau und gehen auf dem Kinn in ein Hellgrau oder in ein Weiß über. Die übrige Körperoberseite ist olivenbraun mit schwarzen Längsstreifen.
Die Brust ist grau, die Flanken, der Bauch, der Bürzel und die Unterschwanzdecken sind weiß bis rotbraun quergebändert. Die Federn der Flanken bedecken häufig einen Teil der Flügel, so dass der Anteil der Querbänderung größer erscheint. Der Schnabel ist rosa bis rosabraun, die Schnabelspitze und der Schnabelfirst sind grau. Die Iris ist braun, rotbraun oder rot. Die Beine und Füße sind hell bis dunkelgrau mit einem leichten Rosaton.

### Jungvögel
Jungvögel sind matter und dunkler als die adulten Vögel gefärbt. Bei ihnen ist die schwarzweiße Querbänderung noch nicht so ausgeprägt und es fehlen die rotbraunen Gefiederpartien an Kopf oder Hals.

## Verwechslungsmöglichkeiten

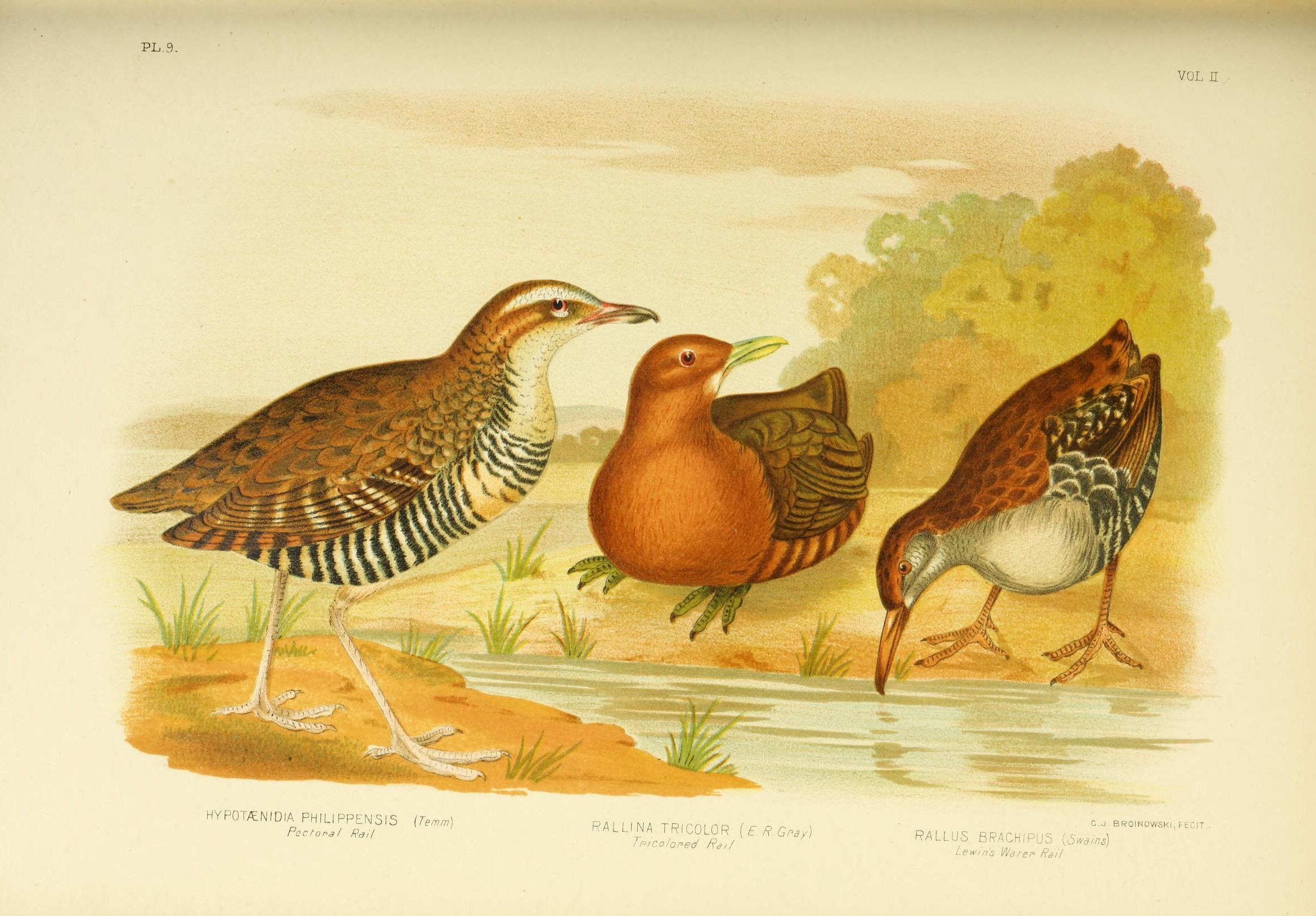
Australische Rallen; Links eine Bindenralle, in der Mitte eine Dreifarbenralle und rechts eine Krickralle

Eine Verwechslungsmöglichkeit besteht mit der Bindenralle, die zur Gattung Gallirallus gehört. Diese ist etwas größer und kompakter gebaut. Der Schwanz ist länger, der Schnabel kürzer und kräftiger. Sie unterscheidet sich von der Krickralle vor allem durch den auffälligen weißen Überaugenstreif. Das Flusssumpfhuhn ist etwas kleiner, kompakter und hat einen kürzeren Hals, einen längeren Schwanz, einen kurzen, kräftigen grünen Schnabel sowie grünliche Beine und Füße. Es unterscheidet sich von der Krickralle vor allem durch die weiße Fleckung und eine weiße Strichelung auf der Körperoberseite. Die dunkleren Jungvögel der Krickralle können außerdem mit dem Südseesumpfhuhn verwechselt werden, das aber einen längeren Schwanz hat und dessen Unterkörper einfarbig dunkelgrau ist. Die weiße Querbänderung ist auf den Bürzel und die Unterschwanzdecken begrenzt.

## Verbreitungsgebiet und Lebensraum
Das Verbreitungsgebiet der Krickralle reicht von der Insel Flores, die zu den Kleinen Sundainseln gehört, über Neuguinea bis nach Australien und Tasmanien. In Australien kommt die Krickralle disjunkt entlang der Ostküste sowie im Südosten vor.
Der Lebensraum der Krickralle sind dicht bewachsene Feuchtgebiete. Sie kommt entsprechend in Sümpfen, Marschen, an Seen, Salzmarschen, Küstenlagunen und Flussmündungen vor. Diese Lebensräume müssen einen dichten Bestand an hohen Gräsern, Seggen oder Schilf aufweisen. Sie besiedelt auch Feuchtgebiete in verschiedenen Waldtypen, inklusive Regenwälder.
Das Zugverhalten der Krickralle ist bislang wenig erforscht. Bei den meisten Populationen handelt es sich nach jetzigem Erkenntnisstand um Standvögel, es gibt aber wohl auch Populationen, die Teilzieher sind.

## Lebensweise
Die Krickralle lebt einzelgängerisch, paarweise oder in kleinen Familiengruppen in dichter Ufervegetation entlang Süß- und Brackgewässern oder – in trockeneren Lebensräumen – zwischen Farnen und Gräsern. Sie ist grundsätzlich eine heimliche Art, die die schützende Vegetation nur verlässt, um entlang der Uferzonen nach Nahrung zu suchen. Nahrung wird von der Schlammoberfläche oder Erde gepickt, gelegentlich bohrt sie auch nach Beutetieren mit ihrem vergleichsweise langen Schnabel. Während der Nahrungssuche bewegt sie sich langsam und gezielt fort, der Hals ist dann gestreckt, das Schwanzgefieder zeigt nach oben. Sie ist auch in der Lage, zu tauchen und zu schwimmen. Sie fliegt dagegen selten auf und zieht es vor, sich bei Beunruhigung in die dichte Ufervegetation zurückzuziehen.
Sie ist überwiegend dämmerungsaktiv, sucht aber gelegentlich auch während des Tages nach Nahrung. Die Nahrung besteht aus Weichtieren, Regenwürmern, Insekten, Krebstieren und gelegentlich auch Fröschen und den Eiern anderer Vogelarten. Während der Nahrungssuche steht sie häufiger auch im flachen Wasser.

## Fortpflanzung
Die Fortpflanzungsbiologie der Krickralle ist bislang nur wenig untersucht. Sie brütet in Australien gewöhnlich im Zeitraum von August bis Januar und zieht gelegentlich zwei Bruten in einer Brutsaison groß. Das Nest wird in der Ufervegetation auf leicht erhobenen Gelände errichtet. In trockeneren Lebensräumen findet es sich in der Nähe von Wasserstellen. Das Nest ist ein flacher Napf aus toten Gräsern und Schilf, das mit feineren Grashalmen ausgelegt wird. Das Nest hat gewöhnlich einen Durchmesser von 18 Zentimetern und ist 8 Zentimeter tief. Das Nestinnere hat einen Durchmesser von 12 bis 13 Zentimeter. Der Bau des Nestes dauert vier bis fünf Tage bis maximal eine Woche. Während der Bebrütung der Eier zieht das Weibchen gelegentlich Vegetation über sich, so dass das Nest überwölbt ist.
Das Gelege umfasst drei bis fünf Eier. Es brütet nach jetzigem Kenntnisstand nur das Weibchen, die das Brutgeschäft aufnimmt, sobald das Gelege vollständig ist. Die Brutzeit dauert 19 bis 21 Tage. Die Nestlinge schlüpfen weitgehend synchron und bleiben für 24 Stunden im Nest. Die letzte Brut in einer Brutsaison bleibt für längere Zeit in der Nähe der Elternvögel.